# Tresor (Berlijn)
Tresor (Duits voor kluis) is een underground-techno-nachtclub en platenmaatschappij. De club werd opgericht op 17 maart 1992 in een gebouw van de oude Wertheim-warenhuizen, waarin de kluizen waren. Dit gebouw stond in Mitte, het centrum van het oude Oost-Berlijn, naast de bekende Potsdamer Platz. De geschiedenis van de club gaat echter terug tot 1988, toen het elektronische-muzieklabel Interfisch de UFO Club in Berlijn opende. De UFO was het oorspronkelijke centrum van de house- en technoscene in Berlijn. Wegens financiële problemen werd de UFO in 1990 echter gesloten.
Nadat de UFO was gesloten, vonden Dimitri Hegemann, van Interfisch, en enkele investeerders een nieuwe locatie voor een club in Oost-Berlijn. De kelders onder het Wertheim-warenhuis bleken, kort na de val van de Berlijnse Muur, al snel een goede locatie voor een club en Tresor werd al snel gezien als de hipste club van Berlijn. Op 16 april 2005 was het echter de laatste keer dat er op deze locatie werd gefeest. Tresor moest verhuizen.
Naast de club werd er, als dochterlabel van Interfisch, ook, vanaf 1991, muziek op het Tresor-label uitgegeven. Veel internationale technoartiesten, onder wie 3 Phase, Blake Baxter, Joey Beltram, DJ Deep, Drexciya, Eddie 'Flashin' Fowlkes, Robert Hood, Neil Landstrumm, Jeff Mills, Porter Ricks, Tobias Schmidt, Surgeon, s_w_z_k, Fumiya Tanaka, Thomas Fehlmann en Cristian Vogel, hebben hier platen uitgebracht.
Na twee jaar gesloten te zijn geweest, werd de club in 2007 opnieuw geopend. De gekozen locatie is een oude energiecentrale aan de Köpenicker Straße, wederom in Mitte. Geheel in de stijl van de oude locatie is ervoor gekozen de muziek voorop te stellen. De aankleding van de nieuwe locatie is even rauw en basaal als de oude locatie.